# Razze bovine
Le razze bovine possono essere classificate secondo diversi criteri, i più importanti dei quali sono l'attitudine (si distinguono razze da latte, da carne e da lavoro anche se quest'ultima, con l'avvento della meccanizzazione in agricoltura è stata fortemente ridimensionata) e l'origine.
In base all'attitudine si possono classificare le razze in:
- razze a semplice attitudine: con un'attitudine funzionale prevalente latte o carne
- razze a duplice attitudine: destinate alla produzione di latte e carne
- razze a triplice attitudine: destinate alla produzione del latte, della carne e utilizzate come animali da lavoro

## Razze a semplice attitudine

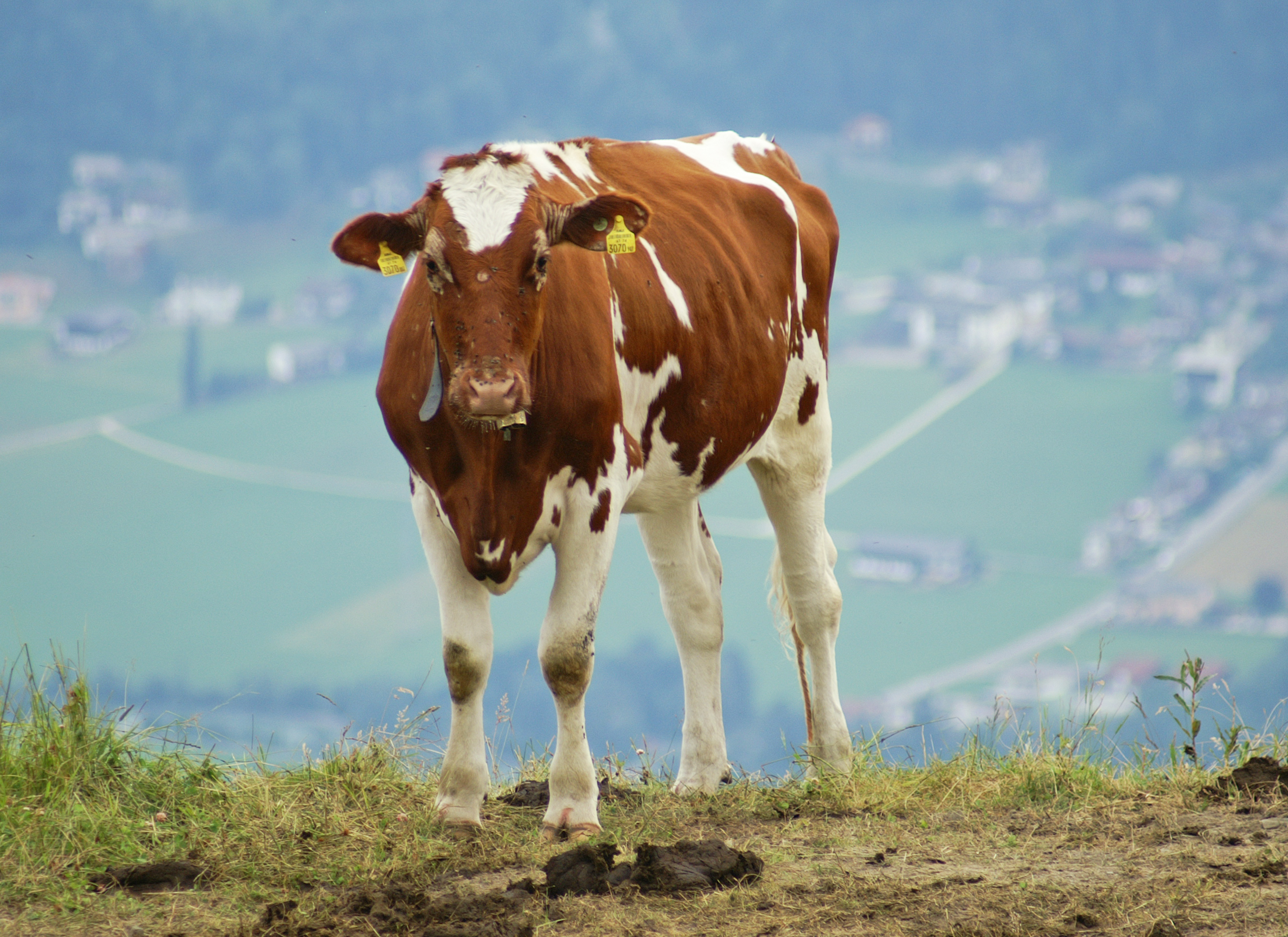
Vacca Ayrshire

Le razze a semplice attitudine sono specializzate per la produzione di latte o di carne o di lavoro:
- Razze da latte più importanti sono: Frisona, Bruna,rossa norvegese, danese, finlandese, Jersey (produce latte molto grasso) Ayrshire.
- Razze da carne: Shorthorn, Hereford, Aberdeen Angus, Galloway, Blu belga.
- Razze da lavoro: Chianina, Bruna.

Una categoria particolare, il cui allevamento è circoscritto a zone limitate nelle quali è tradizionale, è quella delle razze da combattimento: le più famose sono il Toro de lidia spagnolo, la Brava portoghese e la Camarghese.

## Razze a duplice attitudine

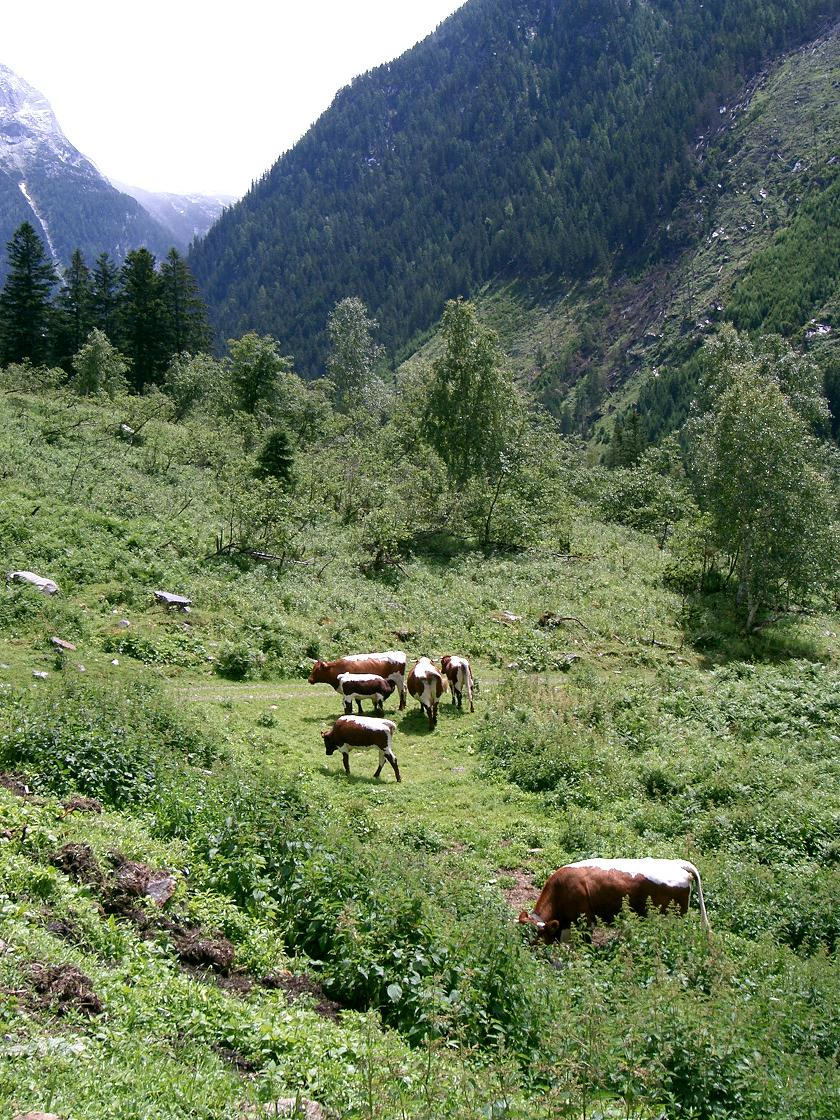
Mucca di razza pinzgauer al pascolo

Sono le razze adatte alla produzione di latte e di carne, o di carne e lavoro. Tra le prime quelle a maggiore diffusione, allevate in Italia, sono: Pezzata Rossa Friulana, Pinzgauer, Simmental, Bianca Modenese, Rossa Reggiana. Tra quelle a minore diffusione c'è la Rendena e la Grigio Alpina; la "Bruna Alpina" invece non rientra più in questa categoria, dato che la selezione orientata alla produzione di latte, ne ha ridotto l'attitudine alla produzione di carne, sottolineata anche dalla modifica ufficiale del nome della razza, ora definita solamente "Bruna". Tra le seconde, quella più nota è senz'altro la Chianina, che per il suo notevole sviluppo (gigantismo) veniva utilizzata già dai Romani come animale da lavoro, castrato per renderlo più docile e avere a fine carriera una carne più adatta al consumo.
Ugualmente in Francia a doppia attitudine le razze Charolaise, Garonnese, Limousine, Blonde d'Aquitaine e altre, ora utilizzate solo come razze (pregiate) da carne, data la diffusione della meccanizzazione agricola.

## Razze a triplice attitudine
Utilizzate un tempo per il lavoro, per il latte e per la carne, sono ormai scomparse per questa modalità di sfruttamento. Resta, per razze come la Piemontese, l'utilizzo come razza da carne, dato il notevole sviluppo di pregiate masse muscolari.
I bovini vengono allevati soprattutto allo scopo di produrre carne e latte. 
Le principali razze bovine sono state migliorate nel tempo e sono diventate via via sempre più specializzate.

## Razze da latte
Le razze da latte producono grande quantità di latte (fino a 60 litri al giorno per capo nelle Frisone), mentre non hanno un buon rendimento sia qualitativo che quantitativo in carne.
I bovini delle razze da latte hanno un corpo a tronco di cono; gli apparati in essi più sviluppati sono quello circolatorio e quello respiratorio; questo si spiega tenendo presente che, per ogni chilogrammo di latte prodotto, nella mammella delle vacche da latte circolano circa seicento litri di sangue.
Ecco una lista parziale delle razze da latte italiane e straniere:
- Bruna
  - Bruna sarda
- Ayrshire
- Ayrshire Finnish
- Bianca nera danese
- Bianca nera lituana
- Bianca nera polacca
- Brown Swiss

- Frisona
  - Holstein Friesian
  - frisona austriaca
  - frisona canadese
  - frisona finnica
  - frisona francese
  - frisona inglese
  - frisona israeliana
  - frisona italiana
  - frisona olandese
  - frisona svedese
  - frisona svizzera
  - frisona tedesca

- Guernsey
- Jersey
- Swedish red and white
- Swedish red polled cattle
- Western Fincattle

## Razze da carne
Le razze da carne, che producono latte in quantità fisiologicamente sufficiente per l'allevamento del vitello, sono caratterizzate da notevoli masse muscolari, fattore di pregio per l'utilizzo come animale da lavoro prima dell'avvento della meccanizzazione agricola; lo sviluppo delle masse muscolari e la buona capacità di accrescimento (negli allevamenti intensivi fino a 1,5 kg giornalieri) costituiscono ora il principale pregio per la produzione di carne.
A differenza delle razze da latte, che presentano un elevato volume addominale, necessario per l'utilizzazione delle grandi quantità di alimenti da trasformare in latte, sono caratterizzati da un corpo tendenzialmente "cilindrico", cioè con equilibrato sviluppo della sezione addominale e toracica. Apprezzati anche altri caratteri, quali leggerezza dell'apparato scheletrico, della pelle e della testa, che migliorano la resa alla macellazione.
Ecco un elenco di razze da carne:

### Italiane
- Cabannina
- Chianina
- Cinisara
- Bufalo mediterraneo italiano
- Burlina
- Frisona

- Grigia alpina
- Marchigiana
- Maremmana
- Mèlina
- Modicana
- Piemontese

- Podolica
- Rendena
- Romagnola
- Sardo-Bruna
- Valdostana pezzata rossa
- Valdostana pezzata nera

### Estere
- Aberdeen Angus
- Beef Shorthorn
- Beefmaster
- Black Whitefaces
- Blanc-Bleu Belga
- Blonde d'Aquitaine
- Bœuf de Chalosse
- Brahman Guzerat
- Brahmousin
- Brangus
  - Brangus red
- British white
- Camargue
- Charolaise
  - Charolaise USA

- Charbray
- Chiangus
- Devon
- Garonnese
- Gelbvieh USA
- Hereford
- Lidia
- Limousine
  - Limousine USA
- Lincoln red
- Maine Anjou USA
- Murray Grey
- Nera giapponese
- Parthenaise USA

- Piedmontese USA
- Red Angus
- Romagnola USA
- Salorn
- Santa Gertrudis
- Simmental
  - Simmental USA
- South Devon
- Sussex
- Tarentaise USA
- Tuli
- Wagyū (Giappone)
- White Park
  - White Park USA

## Razze a duplice attitudine
I soggetti a duplice attitudine hanno caratteristiche comuni sia ai soggetti da carne sia a quelli da latte. Hanno infatti un buono sviluppo muscolare che consente una buona resa alla macellazione, ma anche la mammella un buono sviluppo con delle buone produzioni lattifere. Lo scheletro è strutturato come quello dei soggetti da carne ma più leggero; il torace è ben sviluppato, con buone capacità respiratorie.
Va comunque precisato che l'assenza di una specializzazione produttiva non permette di raggiungere gli stessi livelli di prestazione che possono garantire i soggetti delle razze a singola attitudine a causa di limiti intrinseci nel metabolismo basale, nella fisiologia e nell'anatomia che, nel miglioramento genetico delle razze a duplice attitudine hanno una versatilità tale da non penalizzare il livello produttivo in un'attitudine a favore dell'altra.
Ecco una lista di razze a duplice attitudine:
- Abondance
- Angler
- Rotvieh
- Aubrac
- Belgian red
- Belted Galloway
- Bianca Modenese
- Bretone pezzata nera
- Bruna Austriaca
- Bruna Francese
- Bruna Svizzera
- Bruna Tedesca
- Estonian Cattle
- Fjall Svedese
- Galloway
- Galloway White
- Hérens
- Hinterwalder
- Hendricks red

- Gasconne
- Gelbvieh
- Grigio alpina
- Groningen testa bianca
- Harzer Rotvieh
- Hungarian Steppe
- Jersey Danish
- Maine Anjou
- Montbéliarde
- Mosa Reno Yssel
- Normanna
- Parthenaise
- Pezzata Rossa Belga
- Pezzata Rossa Italiana
- Pezzata Rossa Tedesca Pianura
- Piè Rouge de l'Est
- Piè Rouge Pianura
- Podolica
- Polish Red

- Rendena
- Rossa Danese
  - Rossa Danese vecchio tipo
- Salers
- Shorthorn
  - Shorthorn Danese
  - Shorthorn Tedesca
  - Shorthorn Whitebred
- Simmental Austriaca
- Simmental Svizzera
- Simmental Tedesca
- Fjall svedese
- Tarentaise
- Tiroler Grauvieh
- Valdostana pezzata nera
- Valdostana pezzata rossa
- Vorderwalder
- Vosgienne

## Razze da lavoro
Le razze da lavoro comprendevano bovini particolarmente adatti al traino di carri e di attrezzi agricoli per il notevole sviluppo delle masse muscolari; soppiantati dalla meccanizzazione agricola (almeno nei paesi occidentali) sono ora riconvertiti con notevoli risultati alla produzione di carne; nel sud del mondo i bovini vengono tuttora utilizzati per il lavoro agricolo e per i trasporti e per questo molti studi mirano a creare attrezzi agricoli a trazione animale sempre più efficienti.

## Razze rustiche italiane
- Agerolese
- Bianca Modenese o Modenese
- Cabannina
- Calvana
- Cinisara
- Grigia Alpina
- Maremmana

- Modicana
- Pasturina
- Pinzgauer
- Pisana
- Podolica
- Pontremolese
- Pustertaler
- Razzetta d'Oropa

- Reggiana Rossa
- Siciliana
- Sarda
- Sardo-Modicana
- Savoiarda
- Vacca Burlina
- Varzese

## Altre razze estere
- Africana grandi corna
- Alentejana
- Mucca sui generis del Caucaso
- Anatolia Nera
- Anatolia Rossa Est
- Anatolia Rossa Sud
- Ankole-Watusi
- Ansbach Triesdorfer
- Armoricaine
- Arouquesa
- Asturiana montana
- Asturiana valles
- Aure Saint-Girons
- Avilena
- Barrosa
- Bazadaise
- Bernaise
- Berrenda colorada
- Berrenda negra
- Betizu
- Blacksides Trender and Nordland
- Blanca Cecerena
- Blue du Nord
- Bohus Poll Cattle
- Bordelaise
- Brava Portoghese
- British Longhorn
- Bue dei Vatussi

- Cachena
- Canadienne
- Cardena Andalusa
- Chanchim
- Chillingham
- Corsicana
- Dexter
- Doela
- Donana
- Eastern Red Polled
- Ennstaler Bergschecken
- Evolene
- Ferrandaise
- Finncattle Eastern e Northern
- Froment du Leon
- Gasconne areolée
- Grand-Rind
- Gloucester
- Grigia Turca
- Grigia Ucraina
- Gurtenkuh
- Hanwoo Coreana
- Highlander
- Icelandic
- Irish Moiled
- Istriana

- Jutland Cattle
- Kaerntner Blondvieh
- Kerry
- Kourì
- Lakenfelder
- Latvian
- Limpurg
- Lithuanian
- Lourdaise
- Luing
- Mallorquina
- Marachine
- Marine Landaise
- Marinhoa
- Maronesa
- Menorquina
- Mirandesa
- Mortolenga
- Morucha
- Murboden
- Murciana
- Murnau-Werdenfels
- Nantaise
- Ndama
- Negra Andalusa
- Norvegian Dairy

- Pajuna
- Palmera
- Pirenaica
- Polska Krowa Czerwona
- Preta
- Red Poll
- Retinta
- Ringamala
- Rouge Flamande
- Rubia Gallega
- Saosnoise
- Sayaguesa
- Shetland
- Telemark
- Texas Longhorn
- Tux-Zillertal
- Vane Cattle
- Vaynol
- Villard de Lans
- Vogelsberger
- Rotvieh
- Waldviertler Blondvieh
- Western Fjord
- Western Red Polled
- Wittgensteiner Blazed